# Basile Moraitis

a Compétitions nationales et continentales officielles uniquement.

b Matchs officiels uniquement.
Dernière mise à jour le 30 décembre 2024.
 Basile Moraitis, né le 12 janvier 1946 à Marseille (Bouches-du-Rhône) et décédé le 4 juin 2005 à Toulon, est un ancien joueur de rugby à XV français. Il a joué avec l'équipe de France et évoluait au poste d'ailier (1,75 m pour 80 kg). 

## Carrière

### En équipe nationale
Il a disputé son premier test match en équipe de France le 22 février 1969 contre l'équipe d'Angleterre, et le deuxième et dernier le 22 mars de la même année contre l'équipe du pays de Galles.

## Palmarès

### En club
- Championnat de France de première division : 
  - Vice-Champion (1) : 1968

### En équipe nationale
- 2 sélections en équipe de France en 1969
- Tournoi des Cinq Nations disputé : 1969